# 余田臥龍梅
余田臥龍梅（よたがりゅうばい）は、山口県柳井市余田に生育するウメ（梅）の巨木である。一重小輪の白花を咲かせる野生種のウメであり、主幹は室町時代からのものと伝えられていたが、第2次世界大戦後の台風で倒伏した。倒れた主幹から四方に伸びた枝が地面について独立の株となり、梅林のような姿を見せている
。ウメの巨樹として有数のものとして1933年（昭和8年）に国の天然記念物に指定された。この木は地元の人々によって保護され、約70本に及ぶ子孫のウメの木が周囲に植栽されている。

## 由来
余田地区は柳井市街から見て西方に位置している。地区にそびえる赤子山（あかごやま、標高230メートル）の北側斜面、標高50メートル付近の傾斜地にこの木がある。主幹は既に存在せず、約350平方メートルの範囲に主幹から分かれて独立の株となり、「飛梅」の形態を呈する11本の枝が生育している。花は白色の小輪一重でガクは紅色を呈し、開花期は2月中旬である。
主幹は室町時代のものと伝わるが、第2次世界大戦後すぐに台風の被害で倒伏した。四方に伸びた枝が地面について独立の株となっているものが少なくなく、低地の北側方面でとりわけ著しい成長を見せている。主幹の根元周囲は約5.5メートルを測り、4つの支幹を生じている。1981年（昭和56年）刊行の『天然記念物事典』によると、枝張りは東方に約8.50メートル、西方向に約6.30メートル、南方に約7.80メートル、北方向に約11メートル伸びていて、支幹の分岐部周囲は東部分が約1.6メートル、西の部分が約1.10メートル、南部分が約1.70メートル、北部分は約1.30メートルあった。
余田臥龍梅の生育する赤子山の斜面はかつて梅林であったが、明治維新の前に畑地として開拓され、この木のみを残して他のウメは伐採されたと伝わる。1本だけ残されたこの木には、天然記念物指定まで特定の名称を持っていなかった。天然記念物指定のためこの地に来た役人が、支幹や枝がうねるように上下して伸びる木の形態を見て「臥龍梅がよかろう」と発言し、地元の人々もそれに賛同してこの名称になったという。1933年（昭和8年）4月13日に「紅萼白花一重小輪野梅性ノ老樹ナリ根元ヨリ四本ノ支幹ニ分レ蟠偃シテ先端ノ地ニ着ケル處ヨリ更ニ新枝ヲ發シテ上方ニ伸生シ別株ノ如クナレルモノアリ臥龍梅ノ名之ニヨリテ起ル根元ノ周囲約五メートル枝張東西約十四メートル南北約十八メートル梅ノ巨樹トシテ有數ノモノナリ」との理由で史蹟名勝天然紀念物保存法（当時）に基づいて国の天然記念物に指定された。第2次世界大戦前には観梅の客で賑わい、客相手の茶店も出るほどであった。
余田臥龍梅の主幹は、第2次世界大戦終戦後すぐの台風で倒伏してしまった。所有者は余田村教育委員会（後の柳井市教育委員会）に天然記念物の解除申請をしたが、「分身があるんだから、ほうっておいちゃ、いけんよ」とかえって叱られたという。その理由は、遠い将来に余田臥龍梅の分身にあたる支幹や枝が「取り木」をして本来の姿を必ず取り戻すから、今はその準備期間に過ぎないという見通しがあったためだった。
1973年（昭和48年）頃、樹勢の衰えた余田臥龍梅を保護しようという声が柳井市の職員たちから自然発生的にあがった。職員たちは「臥龍会」を結成して下草刈りなどの活動を始め、やがてこの活動は余田地区の婦人会や老人クラブ、そして小学生や中学生にも広がっていき、「余田臥龍梅保存会」に発展した。梅見の時期前には周囲の下草刈りや枝の剪定などの手入れを行うとともに、観覧通路の手すりの修繕や周囲の清掃も実施している。余田臥龍梅の周囲には、約3000平方メートルの範囲にわたって「余田臥龍梅保存会」の人々の手でこの木の子孫にあたるウメの木が約70本植栽されている。

## 交通アクセス
所在地
- 山口県柳井市余田2450

交通
- JR西日本山陽本線柳井駅から車で10分[5]。
- 山陽自動車道「玖珂IC」より車で20分。または山陽自動車道「熊毛IC」から車で25分[5]。